# Erodium paui
Erodium paui là một loài thực vật có hoa trong họ Mỏ hạc. Loài này được Sennen mô tả khoa học đầu tiên năm 1927.